# Суперкубок України з волейболу серед жінок 2023
Суперкубок України серед жіночих волейбольних команд відбувся 25 жовтня 2023 року в селі Годилів Чернівецької області.

## Учасники
Результати виступів команд у попередньому сезоні:
| Команда       | Місто  | Сезон 2022/2023    |
| ------------- | ------ | ------------------ |
| СК «Прометей» | Дніпро | Чемпіон України    |
| «Аланта»      | Дніпро | Володар Кубка ліги |

## Матч
| Дата       | Час   |               | Рахунок |          | Сет 1 | Сет 2 | Сет 3 | Сет 4 | Сет 5 | Всього | Звіт  |
| ---------- | ----- | ------------- | ------- | -------- | ----- | ----- | ----- | ----- | ----- | ------ | ----- |
| 25.10.2023 | 17:30 | СК «Прометей» | 3–0     | «Аланта» | 25–11 | 25–12 | 25–12 |       |       | 75–35  | [ 2 ] |

| 2                | Україна     | Діана Мелюшкина      | 6  |
| 6                | Україна     | Кристина Нємцева (л) |    |
| 7                | Україна     | Світлана Дорсман ()  | 4  |
| 11               | Сербія      | Бояна Міленкович     | 14 |
| 14               | Україна     | Дар'я Шаргородська   | 4  |
| 17               | Україна     | Євгенія Хобер        | 8  |
| 19               | Україна     | Вікторія Даньчак     | 13 |
| Заміни:          |             |                      |    |
| 3                | Україна     | Катерина Васильєва   |    |
| 8                | Україна     | Маргарита Гейко      | 1  |
| 9                | Україна     | Вікторія Олійник     |    |
| 10               | Азербайджан | Олена Харченко       | 7  |
| 16               | Україна     | Анастасія Маєвська   |    |
| Головний тренер: |             |                      |    |
| Іван Петков      |             |                      |    |

| 1                | Україна | Марта Федик             | 6 |
| 2                | Україна | Лідія Лучко ()          | 1 |
| 3                | Україна | Станіслава Парфьонова   |   |
| 4                | Україна | Аліка Луценко (л)       |   |
| 7                | Україна | Марія Лозінська         | 3 |
| 10               | Україна | Марія Проценко          | 6 |
| 11               | Україна | Юлія Камінська          | 8 |
| Заміни:          |         |                         |   |
| 5                | Україна | Богдана Грицик          |   |
| 12               | Україна | Катерина Дзендзеловська |   |
| 13               | Україна | Катерина Кравченко      |   |
| 16               | Україна | Ксенія Пугач            | 1 |
| Резерв:          |         |                         |   |
| 14               | Україна | Аріна Бойко (л)         |   |
| 21               | Україна | Вікторія Дабека         |   |
| Головний тренер: |         |                         |   |
| Гарій Єгіазаров  |         |                         |   |

- Арбітри: Володимир Паєвський, Михайло Медвідь.